# Tratamentos térmicos de ferros fundidos
Ferros fundidos são ligas a base de ferro, carbono e silício com adição de diversos outros elementos conforme necessidade. Estas ligas possuem reação eutética e eutetóide estáveis e metaestáveis, fatos que podem ser utilizados para gerar diversas microestruturas e por consequência, diversas propriedades em ferros fundidos. Uma das formas mais utilizadas para provocar alterações controladas nas propriedades de ferros fundidos são os tratamentos térmicos. 
Os tratamentos térmicos nos ferros fundidos tem como objetivos eliminar as tensões residuais, homogeneizar as propriedades da peça e melhorar as propriedades mecânicas do material. Ferro fundido é um material barato, com pequena pegada de carbono e pode ser tratado para atingir uma vasta faixa de propriedades mecânicas como elevados alongamento, limite de resistência, dureza, tenacidade etc. 
Os ferros fundidos cinzentos em geral recebem poucos tratamentos térmicos, apenas alívio de tensões e têmpera superficial, já os ferros fundidos nodulares, que são bastante similares a aços de médio carbono, recebem outros tipos de tratamentos. 
Para melhor entender as transformações ocorridas durante os diversos tratamentos térmicos é apresentado na figura a seguir um esquema de uma curva transformação-tempo-temperatura (TTT). Nela é possível observar as diversas microestruturas que podem ser formadas a partir de uma mesma liga quando são aplicados tratamentos térmicos distintos.

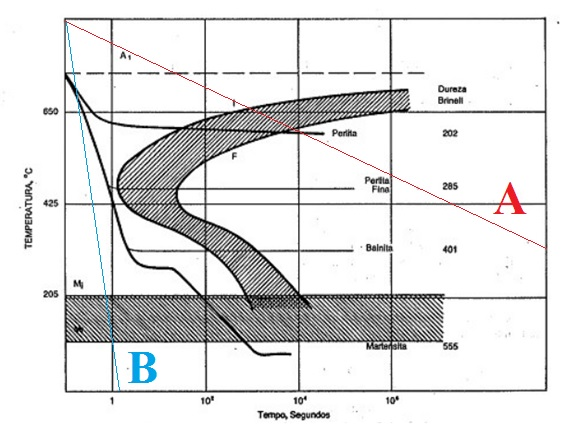
Curva temperatura-tempo transformação para um ferro fundido cinzento.

O diagrama é lido selecionando-se uma fase de interesse, por exemplo a perlita, e identificando o campo de estabilidade desta, e então observa-se a faixa de temperatura para tratamento e o tempo necessário para que ocorra a transformação desejada. 
O diagrama TTT também é utilizado para verificar as fases formadas num dado resfriamento. Por exemplo, na taxa de resfriamento indicada pela curva A, o resfriamento é lento e forma-se perlita. No outro extremo a curva de resfriamento B mostra o tratamento conhecido como têmpera no qual a transformação se dá sem difusão formando martensita.

## Alívio de Tensões

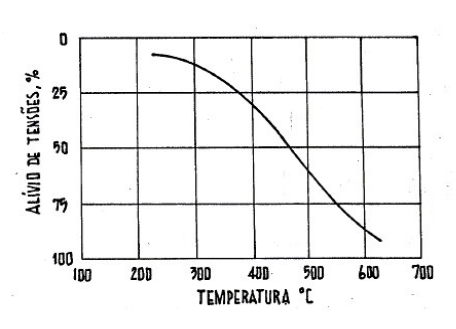
Esquema do efeito da temperatura no nível de alívio de tensões residuais: quanto maior a temperatura, maior o alívio.

O alívio de tensões busca diminuir as tensões residuais da peça resultante de seu processo de solidificação ou de outros tratamentos térmicos e/ou mecânicos. É possível utilizar este tratamento também para obter durezas mais uniformes em ferros fundidos ligados.  Este tratamento não promove grandes mudanças microestruturais ou de propriedades do material. O alívio de tensões consiste em aquecer, com uma taxa controlada e de forma uniforme, uma peça até uma dada temperatura, geralmente inferior à da transformação da perlita em austenita, durante um determinado tempo, seguido de um arrefecimento uniforme a taxa controlada.  A figura ao lado mostra de forma esquemática o efeito da temperatura no alívio de tensões residuais em uma peça.
 
Os principais motivos para haver tensões residuais são a presença de diferença de espessura entre partes da peça e esta possuir geometria complexa. Tais condições naturalmente causam diferentes velocidades de resfriamento e, por consequência, diferentes contrações em ao longo da espessura das paredes do fundido, resultando em tensões de tração nas seções finas e de compressão nas seções grossas. 
O alívio de tensões ocorre devido à diminuição do limite elástico com o aquecimento, podendo ocorrer fluência e movimentação das estruturas internas levando ao relaxamento do material (alívio das tensões internas), isto é, as tensões residuais de origem elástica são aliviadas por deformação plástica. 
A faixa de temperaturas típica para alívio de tensões em ferros fundidos é de 500 a 600ºC, com tempos a partir de 2h, dependendo das condições da liga e espessura da peça. Geralmente o resfriamento é realizado no forno até atingir 100ºC e o restante é resfriado ao ar.

## Recozimento

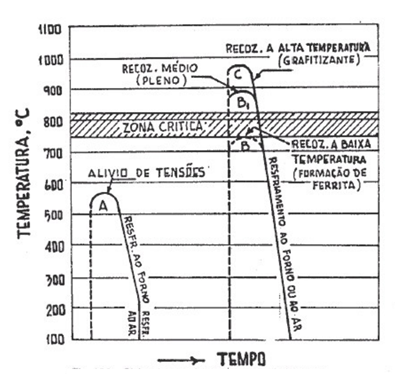
Temperaturas típicas de recozimento para ferros fundidos.

Aplica-se o recozimento quando se deseja obter máxima ductilidade e melhor usinabilidade e quando não há necessidade de elevadas resistências mecânicas. Este tratamento pode ser feito tanto para decompor os carbonetos, sendo utilizado no ferro fundido cinzento e nodular, quanto de ferritização utilizado nos ferros fundidos nodulares com objetivo de obter uma matriz ferrítica. Trata-se de um dos mais importantes tratamentos térmicos industriais.
As temperaturas típicas deste tratamento são apresentadas na figura abaixo, comparadas à faixa de temperaturas típica do alívio de tensões. 
Há dois tipos principais de recozimento em ferros fundidos: recozimento subcrítico e recozimento pleno. O recozimento subcrítico, feito principalmente para aumentar a usinabilidade do material, trata-se da ferritização da matriz e é realizado entre 680 e 780ºC com tempo entre 4h e 24h com resfriamento podendo ser feito ao ar ou no forno. Pode-se realizar recozimento para esfeirodizar a perlita aumentando assim a ductilidade com baixa perda de resistência mecânica. 
O recozimento de decomposição de carbonetos, ou recozimento pleno, é realizado entre 850 e 950 ºC por pelo menos 2h com resfriamento ao ar. Quanto maior o teor de elementos de liga formadores de carbonetos, maior a temperatura necessária, para que a dissolução dos carbonetos seja mais rápida. Entretanto, deve-se evitar temperaturas de tratamento muito elevadas sob o risco de causar empenamentos na peça.
A normalização é utilizada para homogeneizar as propriedades da peça fundida, para aumentar propriedades mecânicas de resistência ou recuperar propriedades da peça bruta de fundição. Este tratamento é feito a temperaturas entre 885 e 925ºC com tempos de 25 minutos/cm e posterior resfriamento ao ar, gerando estruturas predominantemente perlíticas bastante refinadas.
Ferros fundidos cinzentos só são afetados positivamente por este tratamento quando possuem elementos de liga em sua composição como cobre, níquel, manganês etc.  Isto se deve ao fato de que em ferros cinzentos não ligados há formação de ferrita livre e/ou aumento da quantidade de grafita quando o material é submetido a este tratamento.
Para ferros fundidos nodulares, o tratamento de normalização tem efeito geralmente benéfico para a resistência mecânica. Entretanto, observa-se queda na dureza destes materiais quando a normalização é feita a baixas temperaturas (inferiores a 850°C), pois há homogeneização incompleta e subsequente aumento da ferrita livre após resfriamento. 

## Têmpera e revenido
O objetivo desse tratamento é aumentar a resistência mecânica e a resistência ao desgaste. Ele consiste em austenitizar o material e então resfriar rapidamente (têmpera). É necessário tomar cuidado especial com as taxas de resfriamento utilizadas que devem ser rápidas o suficiente para que as decomposições da austenita em perlita ou bainita não ocorram, mas lentas o suficiente para que as tensões resultantes da transformação martensítica não fraturem a peça. Para tanto, utiliza-se normalmente têmpera a óleo em vez de água.
Como a temperatura Mf (temperatura na qual toda a matriz se transforma em martensita) dos ferros fundidos fica próxima ou abaixo da temperatura ambiente é comum que ainda seja observada austenita retida no produto final. Para evitar o aparecimento de trincas por conta de transformação martensítica a baixas temperaturas realiza-se a martêmpera a 200ºC.
O revenimento trata-se de uma série de reações que acabam por alterar a estrutura bruta de têmpera, tornando a peça menos frágil. Inicialmente, o carbono retido na martensita difunde-se para as discordâncias e há alívio de tensões resultantes da transformação martensítica. Após isso, começa a haver precipitação de carbonetos de ferro e outros elementos presentes na liga. Este tratamento é feito na faixa de 400 e 600ºC com tempo entre 2 e 4h.

## Austêmpera
A austêmpera é um tratamento térmico isotérmico utilizado para se produzir o ferro fundido nodular austemperado (ADI). Para realizar a austêmpera, primeiro deve-se austenitizar o material e então resfria-lo rapidamente até a faixa da transformação bainítica (temperatura de austêmpera), mantendo nessa temperatura até ocorrer a transformação parcial da austenita, e então realizar o resfriamento até a temperatura ambiente. 
A microestrutura resultante é uma mistura de ferrita fina e austenita retida, sendo denominada de ausferrita. Esse material possui elevada resistência mecânica com boa ductilidade. Esse tratamento é possível graças a um fenômeno que ocorre durante a formação da bainita chamado estase. Trata-se de uma transformação em que ocorre formação do eutetóide divorciado, isto é, precipitação de uma fase, ferrita, sem a precipitação da outra fase do eutetóide, no caso cementita, que se precipita posteriormente. A transformação ocorre durante certo tempo com formação de apenas um microconstituinte, até se interromper por razões cinéticas, como o ancoramento de interfaces devido ao arraste de solutos substitucionais que se concentram na interface ferrita/austenita, ou até que ela se torne termodinamicamente impossível sem que ocorra a precipitação da segunda fase. Nesse ponto a reação para até que esta precipitação ocorra. A essa parada se dá o nome de estase.
A austêmpera como tratamento industrial é baseada principalmente no uso do Si para aumentar o tempo de estase da liga. Quantidades crescentes de Si aumentam a temperatura necessária para o tratamento uma vez que esse elemento reduz a solubilidade de carbono na austenita. A tabela a seguir mostra esse efeito.
Tabela 1 – Combinações de temperatura de austenitização e teor de silício para manter o teor de carbono constante na austenita.
| Temperatura °C | %Si  | %C   |
| -------------- | ---- | ---- |
| 805            | 1,55 | 0,70 |
| 840            | 1,99 | 0,71 |
| 900            | 2,72 | 0,73 |
| 930            | 3,16 | 0,73 |
| 950            | 3,48 | 0,72 |

A austenita estabilizada na temperatura de tratamento está saturada em carbono e então começa a se transformar em ferrita, expulsando o carbono para zonas próximas que ficam supersaturadas em carbono, e assim estabiliza essas regiões não transformadas.
Se o resfriamento for realizado antes da estabilização da austenita, ao se resfriar será formada martensita resultado em uma estrutura mais frágil. Por outro lado, se o tratamento for realizado por um longo tempo, haverá precipitação de carbonetos a partir da austenita e esta se transformará em bainita diminuindo a tenacidade. 
O processo de austêmpera pode resumido em: 
1.	Aquecimento do metal até a temperatura de austenitização, entre 815 e 927°C;
2.	Manter o material na temperatura de austenitização até que a austenita esteja saturada em carbono;
3.	Realizar uma têmpera até a temperatura de austêmpera, entre 232 e 400°C, que tenha uma taxa de resfriamento alta o suficiente para evitar a formação da perlita;
4.	Realizar o tratamento de austêmpera na temperatura desejada até que a matriz seja composta de ausferrita. (Que é uma matriz composta de ferrita e austenita estabilizada com 2% de carbono)
5.	Resfriar até a temperatura ambiente;
Esse processo pode ser observado a partir da figura abaixo:

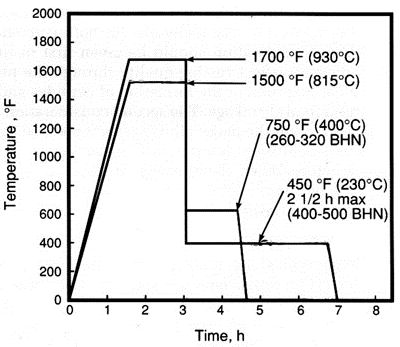
Curvas de tratamento típicas de austêmpera.

A austêmpera para ser efetiva precisa ser realizada a uma alta taxa de resfriamento de modo que evite a formação de perlita durante a têmpera. As etapas críticas do processo  segundo são as seguintes:
•	Tempo de transferência entre a austenitização e a austêmpera
•	Qualidade da têmpera
•	Seção máxima e tipo de fundido
•	A temperabilidade do material
•	A massa relativa ao banho onde será realizada a têmpera
As propriedades finais do ADI estão diretamente ligadas à temperatura de austempera. Para se obter um material com menor dureza e limite de escoamento, porém com maior alongamento e resistência à fratura deve-se utilizar uma temperatura de austêmpera maior entre 350 e 400°C, assim a matriz ausferrítica coalesce e ocorre também um aumento do carbono estabilizado na austenítica.
Tempos menores de tratamento levam a maior formação de martensita o que resulta em uma estrutura mais dura e menos tenaz enquanto tempos maiores resultam no efeito oposto, ou seja, resultam em deposição de carbonetos na ferrita, o que leva a formação de bainita ocasionando menor limite de escoamento, menor ductilidade e menor resistência à fratura.

## Têmpera Superficial
Esse tratamento é utilizado para endurecer a superfície da peça fundida, aumentando assim sua resistência à abrasão e à fadiga. Este tratamento é feito com o aquecimento superficial e subsequente resfriamento rápido a fim de produzir martensita. O aquecimento é feito com chama ou por indução, a depender do volume de produção necessário. Ferros fundidos com microestrutura perlítica respondem melhor a este tratamento que ferros fundidos ferríticos. Após a têmpera inicial, é necessário realizar o revenimento, tal qual uma peça temperada por completo. Recomenda-se este tratamento para ferros fundidos de boa temperabilidade, isto é, que haja certa porcentagem de carbono combinado, entre 0,5 e 0,7%, e que a grafita presente não seja grosseira. O teor de silício deve ser controlado, pois este elemento promove a formação de grafita e reduz a quantidade de carbono combinado. O efeito do silício é contrabalanceado por outros elementos de liga como cromo, manganês, níquel e molibdênio. 
Suas principais aplicações são peças que exigem dureza superficial elevada combinada com núcleos tenazes como engrenagens, virabrequins, eixo de comando de válvula e cilindro de laminação.